# Випитено
Випите́но, также Ште́рцинг (итал. Vipiteno, нем. Sterzing) — город в Италии, в области Трентино-Альто-Адидже, в автономной провинции Больцано, на реке Изарко. Административный центр района Виппталь.
Население коммуны, на 01.01.2024 года, составляет 6995 человек, плотность населения ─ 210,98 чел./км². Коммуна занимает площадь 32,96 км². 
Согласно результатам переписи 2001 года, 75,03 % жителей коммуны говорят на немецком языке, 24,67 % — на итальянском, 0,3 % — на ладинском.

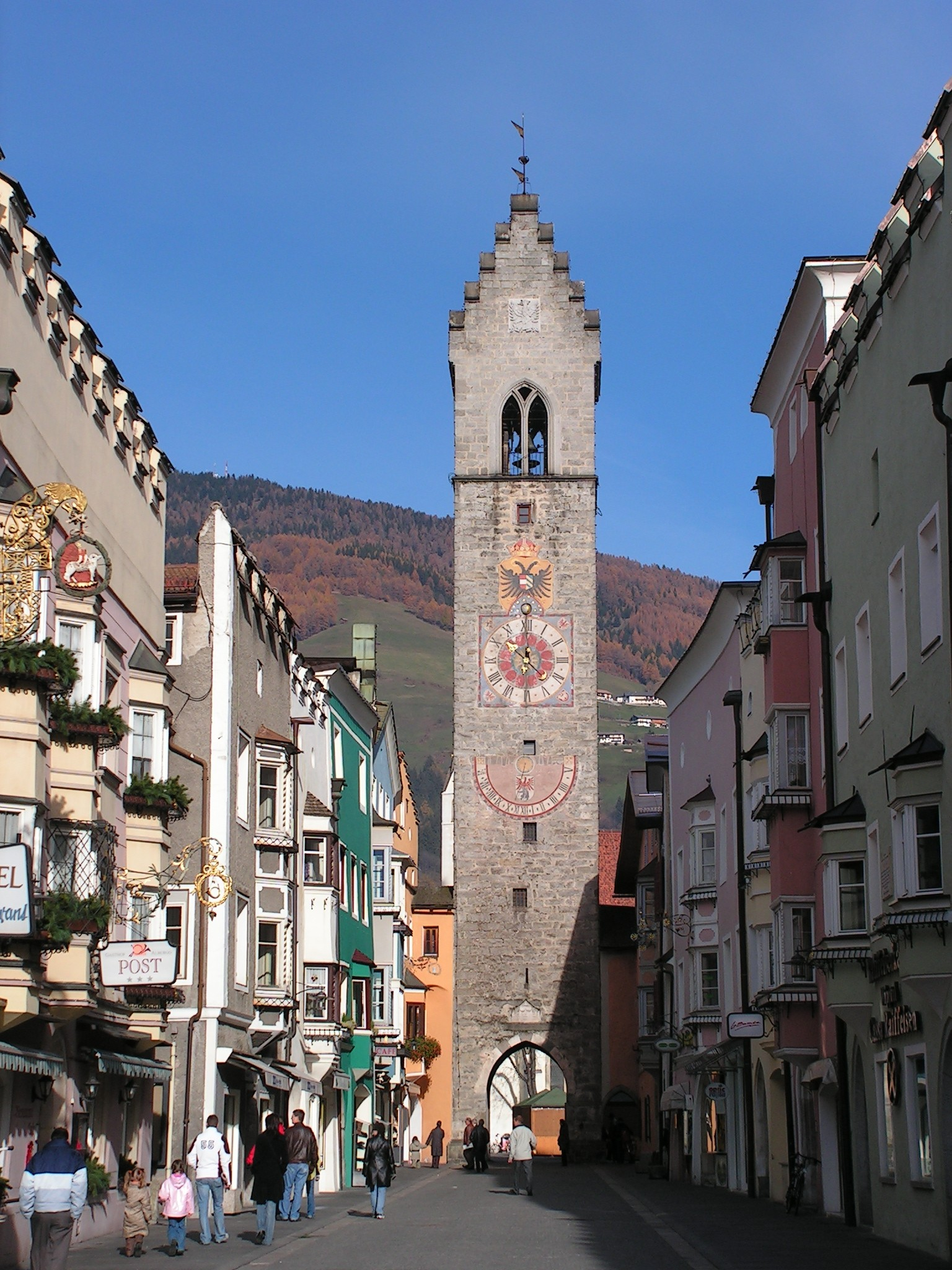
Башня Цвёльфертурм (Zwölferturm)

Покровителем коммуны почитается святой Себастьян, празднование 20 января.

## Административное деление
В состав коммуны входят 3 фракции:
- Рид (Новале) — нем. Ried, итал. Novale
- Туйнс (Тунес) — нем. Thuins, итал. Tunes
- Чёфс (Чевес) — нем. Tschöfs, итал. Ceves

## Города-побратимы
- Кицбюэль, Австрия (1971)